# Schizopera neglecta
Schizopera neglecta är en kräftdjursart som beskrevs av Akatova 1935. Schizopera neglecta ingår i släktet Schizopera och familjen Diosaccidae. Inga underarter finns listade i Catalogue of Life.